# 蘇州號
蘇州號是中日国际轮渡旗下的一艘渡輪以及滾裝船。

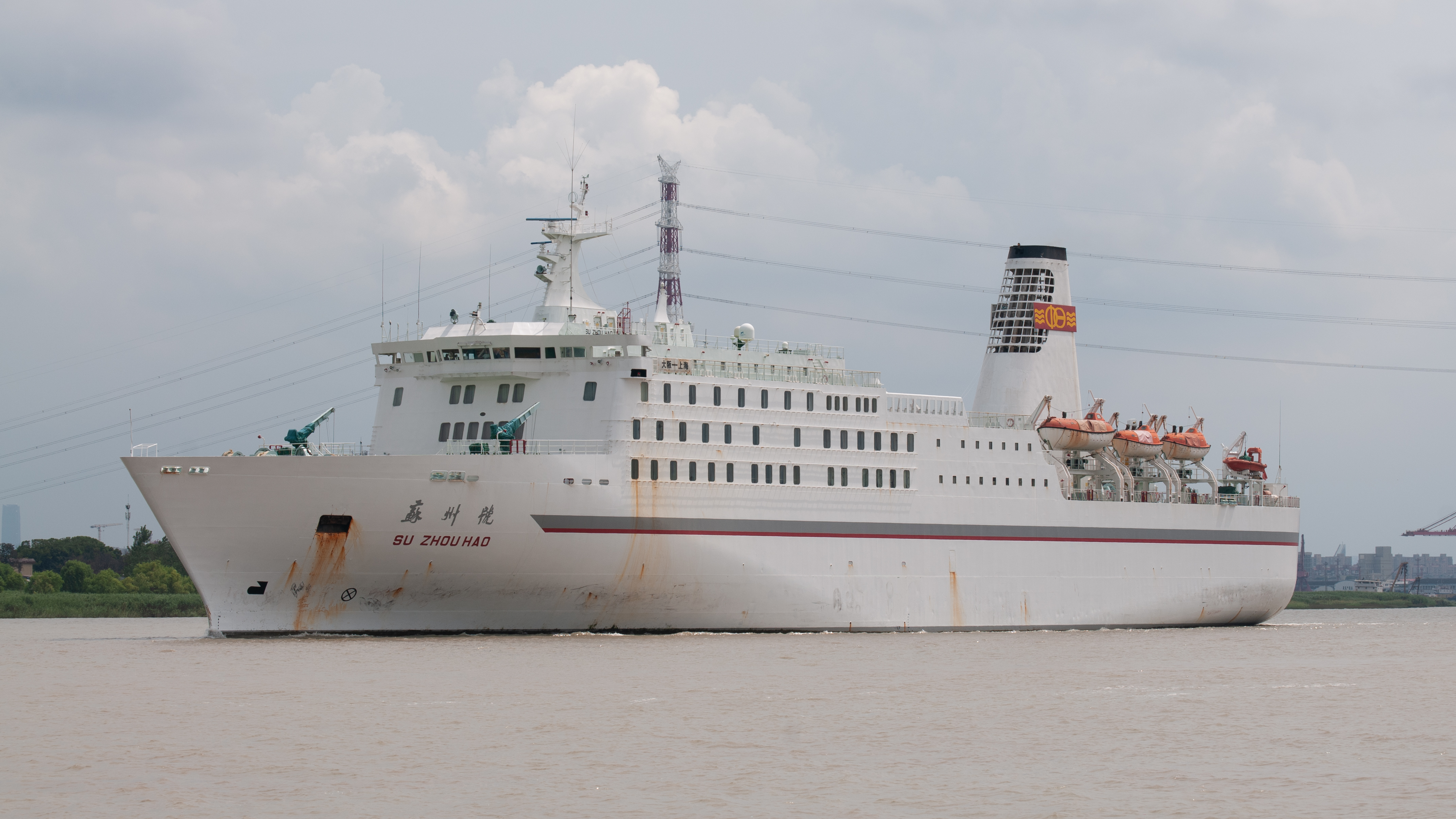
中日国际轮渡有限公司旗下“苏州号”航行于黄浦江内，2023年8月。

蘇州號于1992年完工。起初蘇州號的名字叫作鲁迅，並计划在中日邦交正常化20周年和中华人民共和国国庆节期间投入运营，日本方面主张魯迅應該停靠大阪港、横滨港，而這与中国方面已经投入運營的鉴真号停靠的地方重叠，中国方面不同意日本方面的主張，因而魯迅未能按原定計劃投入運營。随后魯迅更名为苏州号，並于1993年1月投入運營。蘇州號主要停靠上海、大阪、横滨。

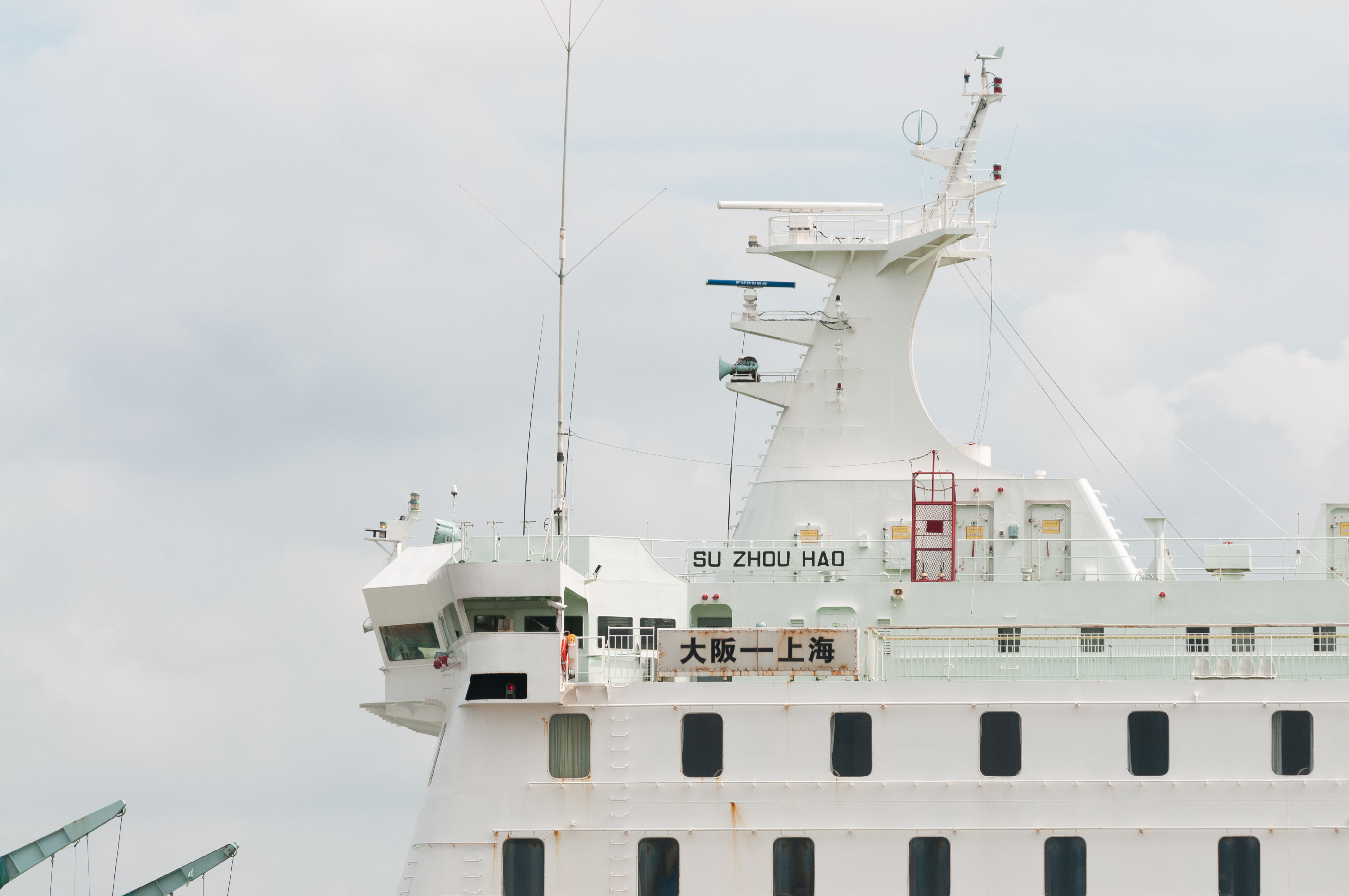
苏州号的船名及方向幕特写。该方向幕位于船桥左侧，仅显示大阪-上海航线。

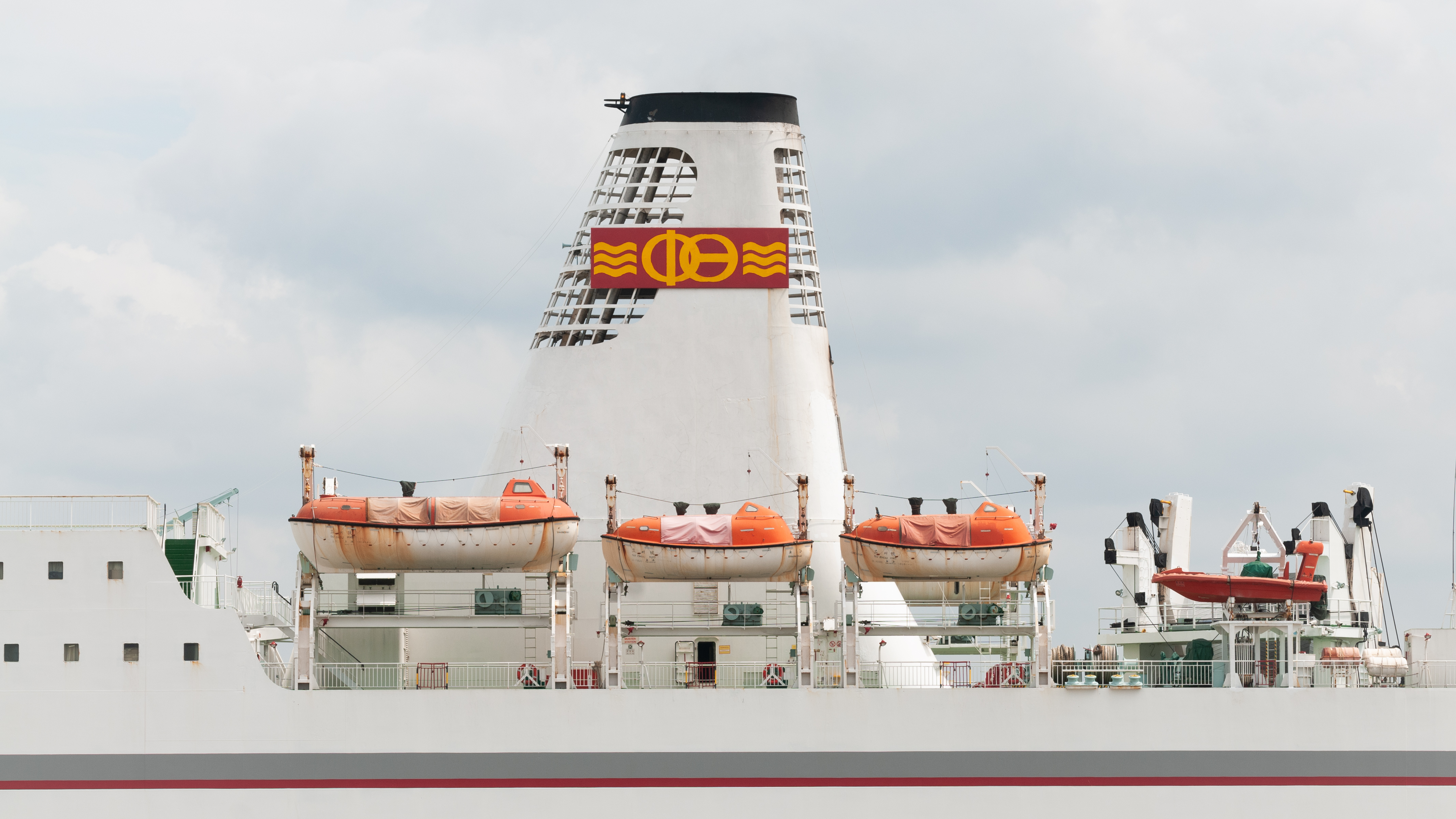
苏州号的烟囱以及Logo特写，烟囱两侧均悬挂有中日国际轮渡有限公司徽标。

起初，蘇州號的航線為大阪-上海-横滨-上海-大阪。1995年3月起，蘇州號不再停靠横滨，蘇州號主要往來於大阪-上海之间，而且每周往返一次。同年5月起，該船將停靠志布志港，而且每两周停靠一次。2011年10月29日起，蘇州號不再停靠志布志港。
2020年2月，受2019冠状病毒病疫情影響，蘇州號停止客運。此後一直維持貨運運輸，并與新鑒真號一樣往來大阪港或神戶港與上海之間。2024年6月，随着第三代鉴真号开始运营，苏州号正式退役，同年9月被送往孟加拉国吉大港解体。

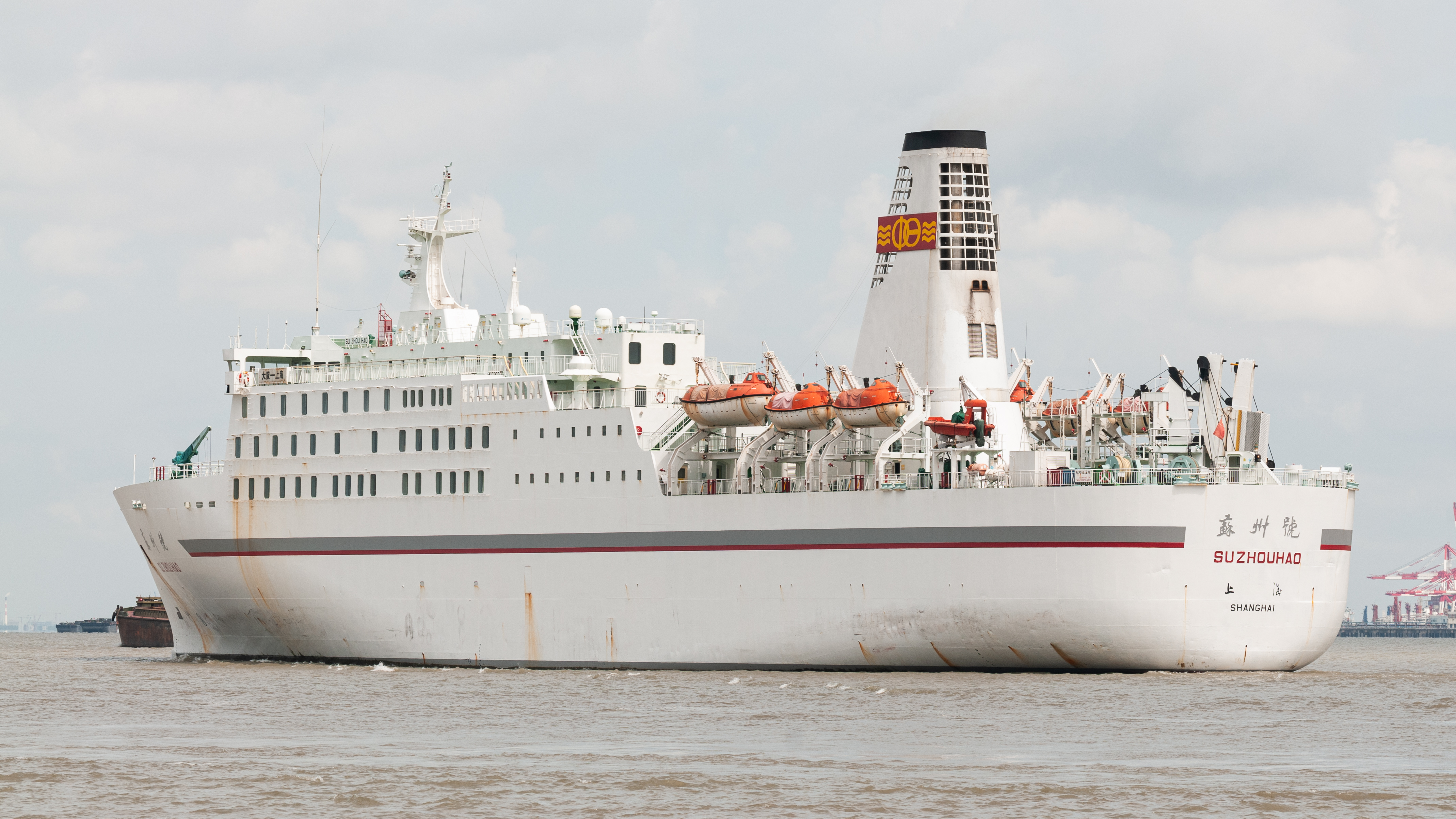
苏州号的左舷及船艉特写，隐约可见她的滚装船跳板位于其右舷艉部位置。